# زندان قدیم بیرجند
زندان قدیم بیرجند مربوط به دوره قاجار است و در بیرجند، خیابان جمهوری۱۹، میدان فرهنگ، پلاک ۳۲ واقع شده و این اثر در تاریخ ۱۱ مرداد ۱۳۸۴ با شمارهٔ ثبت ۱۲۵۷۲ به‌عنوان یکی از آثار ملی ایران به ثبت رسیده‌است.